# Egirina

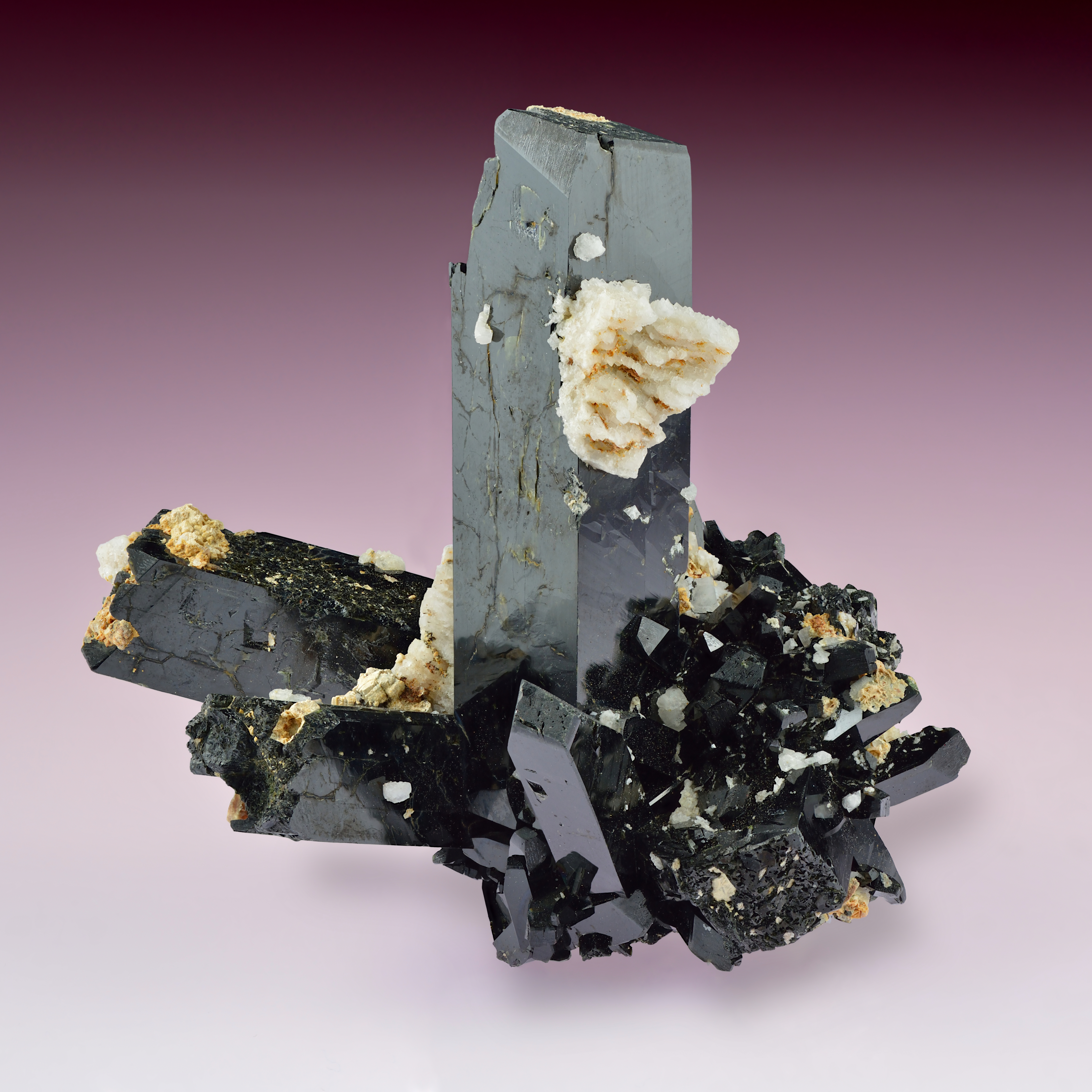
Egirina

Egirina, também conhecida como acmite, é um mineral silicato de ferro e sódio. Cristaliza em prismas curtos e grossos estriados, apresentando textura frequentemente macia, normalmente brilho vítreo ou viscoso, por vezes opaco ou translúcido nas extremidades delgadas. Ocorre em várias cores: preto-esverdeado, pardo-avermelhada ou preto-pardacenta, além de traços que variam do cinza-amarelado ao verde-escuro. Em lâmina delgada, é pardo. Encontra-se nos filões pegmatíticos da Noruega Meridional, em Elfdalen (Suécia), na Península de Kola (Rússia), na Serra de Monchique (Portugal), em Arsuk (Groenlândia) e na Serra do Tiguá (Brasil).

## Cor em lâmina
Amarelo, Verde, Marrom, Verde brilhante